# Billecul
Billecul là một xã trong vùng hành chính Franche-Comté, thuộc tỉnh Jura, quận Lons-le-Saunier, tổng Nozeroy. Tọa độ địa lý của xã là 46° 45' vĩ độ bắc, 06° 03' kinh độ đông. Billecul nằm trên độ cao trung bình là 837 mét trên mặt nước biển, có điểm thấp nhất là 780 mét và điểm cao nhất là 926 mét. Xã có diện tích 4.41 km², dân số vào thời điểm 1999 là 32 người; mật độ dân số là 7 người/km².